# سينا (همبرات)
سینا (بالفارسية: سینا) هي قرية تقع في إيران في قسم همبرات الريفي. يقدر عدد سكانها بـ 7 نسمة .